# Víctor Jara
Víctor Lidio Jara Martínez (IPA: [ˈβiktor ˈliðjo ˈxaɾa marˈtines]) (San Ignacio, 28 settembre 1932 – Santiago del Cile, 16 settembre 1973) è stato un cantautore, musicista, regista teatrale e poeta cileno.
Proveniente da famiglia contadina, politicamente impegnato, è divenuto negli anni un riferimento internazionale nel mondo della canzone di protesta e della canzone d'autore, nonché uno degli autori più importanti e conosciuti della Nueva Canción Chilena. Sostenitore del presidente Salvador Allende, Jara fu barbaramente assassinato cinque giorni dopo il golpe dell'11 settembre 1973, vittima della repressione messa in atto dal dittatore Augusto Pinochet.

## Biografia

### Infanzia
Nasce da genitori contadini in un luogo in cui sono profonde le radici folcloristiche. Il padre Manuel Jara cerca, con il lavoro del campo, di ricavare profitto dall'appezzamento che ha preso in affitto, profitto scarso, che si consumava rapidamente per le spese anticipate di farina, zucchero, mate e, non più di una volta all'anno, un po' di tela per confezionare abiti. La madre, Amanda, cantante (dotata di una ampia conoscenza della cultura popolare, originaria del sud del Cile e con sangue Mapuche nelle vene), suona la chitarra davanti ai fuochi accesi per la notte, intorno ai quali si riuniscono i vicini: il primo contatto di Víctor con la musica lo si deve certamente a lei.
Víctor la accompagna a tutte le ricorrenze cui è invitata (matrimoni, battesimi, veglie funebri). Fratelli di Víctor sono María, Georgina (Coca), Eduardo (Lalo) e Roberto, il più piccolo. Ha solo sei o sette anni quando si vede obbligato ad accompagnare la famiglia al lavoro del campo, ottemperando ai compiti che si suole affidare ai bambini (cercare l'acqua o la legna). Il cattivo rapporto con il padre rafforza quello che egli ha con la madre. Quest'ultima si preoccupa di provvedere all'educazione dei figli mandandoli a scuola. Víctor dà subito l'impressione di essere uno studente dotato.

### A Santiago
A motivo di un incidente domestico capitato a María, la famiglia si vede costretta a trasferirsi a Santiago, capitale del paese, alla ricerca di una migliore condizione economica. Víctor, insieme al fratello Lalo, entra al Liceo Ruiz Tagle. Il duro lavoro della madre frutta alla famiglia un certo benessere, pur conducendola ad una rapida morte (1947). La chitarra di Amanda viene utilizzata da Víctor per realizzare i primi esperimenti musicali, appoggiati dall'amico Omar Pulgar.
Nel frattempo, il trasferimento al quartiere Chicago Chico dà la possibilità al giovane Jara di relazionarsi con altri giovani della stessa origine e condizione. Insieme ad altri, si avvicina al Partido Demócrata Cristiano. Sotto la direzione dei parroci, i giovani cantano in un coro, ascoltano musica classica, organizzano escursioni, giocano a calcio e, naturalmente, ascoltano messa, studiano le vite dei santi e vengono istruiti alla difesa della religione dall'eresia. Jara si iscrive ad un istituto commerciale, ma il suo sogno è quello di diventare sacerdote.

### Il seminario
Jara affronta un altro trasferimento, stavolta a Los Nogales, dove ha modo di recuperare l'amicizia con Julio e Humberto Morgado, vecchi compagni di scuola. La famiglia Morgado assicura a Víctor vitto e alloggio. Nel frattempo, abbandona gli studi e va a lavorare in una fabbrica di mobili e aiuta Pedro Morgado, padre dei suoi compagni, che lavora nel campo dei trasporti.

Su consiglio di padre Rodríguez entra nel seminario dell'Ordine dei Redentoristi a San Bernardo. Víctor ricorda in questi termini la sua decisione: 
Allora pensavo che questo rifugio mi avrebbe guidato verso altri valori e mi avrebbe aiutato a trovare un amore differente e più profondo che, magari, avrebbe compensato l'assenza di amore umano. Credevo che avrei trovato questo amore nella religione, dedicandomi al sacerdozio.»
 Due anni dopo, nel 1952, rendendosi conto della propria mancanza di vocazione, esce dal seminario (di esso ricorderà positivamente il canto gregoriano e l'elaborazione della liturgia) e, immediatamente, va a prestare servizio militare.

### La carriera nel teatro
A 21 anni entra nel coro della Università del Cile e partecipa alla realizzazione dei Carmina burana, cominciando in tal modo il proprio lavoro di investigazione e raccolta della cultura folclorica. Tre anni più tardi, entra a far parte della compagnia teatrale Compañía de mimos de Noisvander, ed inizia a studiare recitazione e regia alla Scuola di Teatro dell'Università del Cile. Nel 1957, fa il suo ingresso nel gruppo di ricerca di canti e danze folcloriche Cuncumén e conosce Violeta Parra, che lo invita a riprendere la sua attività di cantante.
Nel 1959, a 27 anni, dirige per la prima volta un'opera teatrale (Parecido a la felicidad di Alejandro Sieveking), girando diversi paesi latinoamericani. Nel 1960, è assistente alla regia di Pedro de la Barra per l'opera teatrale La viuda de Apablaza di Germán Luco Cruchaga, e dirige La mandragola di Niccolò Machiavelli. Nel 1961, come direttore artistico di Cuncumén, viaggia per i Paesi Bassi, la Francia, l'URSS, la Cecoslovacchia, la Polonia, la Romania e la Bulgaria. Nel 1961, compone la sua prima canzone, Paloma quiero contarte. Continua a lavorare come assistente alla regia (La madre de los conejos di Sieveking).
Nel 1962, dirige, per l'Instituto de Teatro de la Universidad de Chile (ITUCH), Ánimas de día claro, sempre di Sieveking. In questo stesso anno ottiene la laurea, diplomandosi come regista di teatro. Con il gruppo Cuncumén registra l'LP Folclore chileno, in cui appaiono due sue canzoni (Paloma quiero contarte e La canción del minero). Comincia, in quel periodo, a svolgere la funzione di direttore della Academia de folclore de la Casa de la Cultura de Ñuñoa (lo farà fino al 1968). In questa stessa epoca (e fino al 1970), fa parte del collettivo di registi dell'ITUCH, e tra il 1964 e il 1967, è professore di recitazione all'Università.
Il lavoro di regista di teatro gli porta via molto tempo: realizza, tanto come assistente alla regia quanto come regista, diversi spettacoli, tra cui uno per Canal, la TV dell'Università del Cile. L'opera Ánimas de día claro lo porta a viaggiare per l'Argentina, Uruguay e il Paraguay. Nel 1963, è assistente alla regia di Atahualpa del Cioppo, per la realizzazione di El círculo de tiza (di Bertolt Brecht), sempre per l'ITUCH. Continua, però, a comporre musica. Nel 1965, dirige La remolienda di Sieveking e collabora a La maña, di Ann Jellicoe. Riceve il premio Laurel de oro come miglior direttore e il premio de La crítica del circolo dei giornalisti. Come regista la sua attività spazierà da Brecht a Sofocle.

### Il cantautore
Víctor Jara è stato autore di indimenticabili canzoni. Fra queste, le più famose sono forse Plegaria a un labrador ("Preghiera ad un contadino"), Te recuerdo Amanda ("Ti ricordo Amanda") e Manifiesto ("Manifesto"). Dal 1966 al 1969 è direttore artistico del gruppo musicale Quilapayún. Fino al 1970 si esibisce come solista all'interno della Peña de los Parra.
È del 1966 il suo primo LP (Víctor Jara), pubblicato da Arena. Con la EMI-Odeon registra l'anno seguente gli LP Canciones folclóricas de América e Víctor Jara, entrambi con la collaborazione dei Quilapayún. Nel frattempo, riceve il premio della critica per la regia di Entretenimiento a Mr. Sloane ed il Disco d'Argento dell'etichetta Emi-Odeon. Con la canzone Plegaria a un labrador vince il primo premio del Primer festival de la nueva canción chilena e viaggia ad Helsinki per partecipare ad un meeting mondiale della gioventù per il Vietnam, per il quale registra Pongo en tus manos abiertas.
Nel 1970 partecipa alla Conversazione Internazionale di Teatro di Berlino e al Primo Congresso di Teatro Latinoamericano di Buenos Aires. Partecipa alla campagna elettorale di Unidad Popular e registra il disco Canto libre. Viene nominato Ambasciatore Culturale dal Governo di Unidad Popular e nel 1971 mette musica, insieme a Celso Garrido Lecca, al balletto Los siete estados di Patricio Bunster, per il Balletto Nazionale del Cile. Insieme a Violeta Parra e agli Inti Illimani, entra nel Dipartimento de Comunicazione dell'Università Tecnica Statale.
Con la casa DICAP pubblica il disco El derecho de vivir en paz, che gli vale il premio Laurel de oro per la migliore composizione dell'anno. Tra il 1972 e il 1973, lavora come compositore per la Televisione Nazionale del Cile, investigando e raccogliendo testimonianze e contributi nel villaggio di Herminda de la Victoria. Da questo materiale trarrà il suo disco La población. Visita l'URSS e Cuba, e dirige l'omaggio a Pablo Neruda per la vittoria del Premio Nobel. I contadini di Ránquil lo invitano alla realizzazione di un'opera musicale che abbia per tema il loro territorio.
Jara partecipa, inoltre, al lavoro volontario mobilitato per impedire la paralisi del paese che le forze reazionarie vogliono ottenere attraverso lo sciopero dei camionisti. Nel 1973 torna a partecipare alla campagna elettorale per le elezioni del parlamento (sempre a favore dei candidati dell'Unidad Popular). In risposta ad un invito di Pablo Neruda, dirige un ciclo di programmi televisivi contro la guerra e il fascismo. Lavora a vari progetti musicali che non potrà condurre a termine, ma realizza la registrazione di Canto por travesura.

### La morte

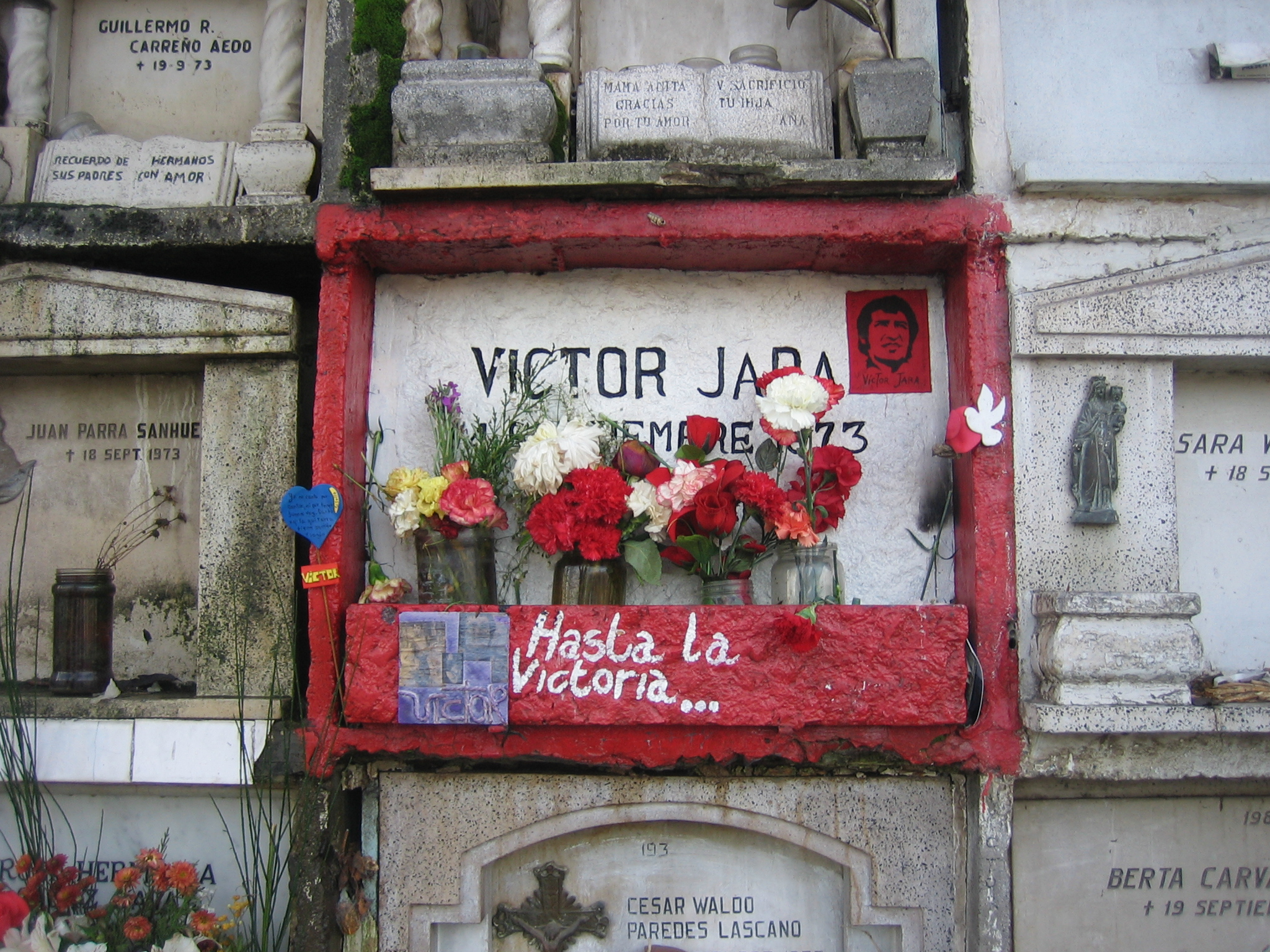
Il loculo che ha ospitato i resti di Jara fino al 2009

Jara fu, fino alla morte, un militante del Partido Comunista de Chile e membro del comitato centrale delle Juventudes Comunistas de Chile. Oltre ad aver appoggiato politicamente il presidente cileno socialista Salvador Allende, era stato attivo nell'ambito del movimento noto come Nueva Canción Chilena. Il golpe del generale Augusto Pinochet contro il presidente Salvador Allende, che pose fine per molti anni alla democrazia in Cile, lo sorprende all'università. Viene preso prigioniero insieme a numerosi alunni e professori. Lo conducono allo Stadio Nazionale del Cile, trasformato in campo di concentramento, poi nel vicino Estadio Chile, un complesso sportivo con un palazzetto dove si praticavano vari sport, e qui rimane prigioniero diversi giorni.
Lo torturarono a lungo, colpendogli le mani fino a rompergliele con il calcio di una pistola, per poi schernirlo chiedendogli se ora fosse stato capace di suonare. Il 16 settembre (o secondo alcuni il 23) lo finiscono a colpi di pistola. Sua moglie, Joan Jara, racconta testualmente:
Dopo averlo ucciso, i militari cileni non solo proibiscono la vendita dei suoi dischi, ma ordinano la distruzione delle matrici.
(Ultima strofa del testo scritto nello stadio di Santiago del Cile poco prima di essere ucciso, poi tradotta in inglese e musicata da Pete Seeger, con il titolo di Estadio Chile)

## Il riconoscimento dell'assassinio
Nel 1990 la "Commissione per la Verità e la Riconciliazione" stabilì che Víctor Jara fu assassinato il 16 settembre del 1973 all'Estadio Chile e fatto precipitare in una fratta nei dintorni del Cimitero Metropolitano, che si trova sulla Carretera 5 Sur. Venne poi condotto in una stanza mortuaria come N. N., per essere poi identificato dalla moglie. I resti di Jara giacciono al Cimitero Generale di Santiago, dove la moglie lo fece inumare in un funerale clandestino, prima di espatriare. Dopo la fine della dittatura, la tomba divenne oggetto di omaggi e ufficialmente segnalata.
Il corpo di Jara è stato riesumato nel 2009 e il musicista commemorato con un nuovo funerale; Jara è stato poi sepolto in una tomba interrata vicino a quella precedente, ma molto più visibile, anche se quella vecchia è rimasta al suo posto.
Tra il 2008 e il 2012 furono arrestati e/o incriminati diversi ex militari responsabili dell'omicidio di Víctor Jara: tra di essi l'ufficiale, Edwin Armando Roger Dimter Bianchi - accusato in contumacia, dato che vive a Miami - che lo colpì mortalmente con la pistola, mentre faceva la roulette russa contro le sue vittime, e i soldati che ricevettero da questi l'ordine di finire il cantante con le pistole d'ordinanza.
Nel giugno 2016, si è aperto a Orlando, in Florida, il processo contro Pedro Pablo Barrientos Núñez (uno dei suddetti militari), dopo una battaglia legale e politica della vedova di Jara, Joan Turner (88 anni nel 2016). Barrientos, giudicato ai sensi del Torture Victim Protection Act del 1991, fu condannato ad un ingente risarcimento previo riconoscimento della sua responsabilità.
I militari sono tutti accusati di vari crimini contro l'umanità, come torture contro Jara e altri prigionieri, oltre che di omicidio volontario extragiudiziale.
Nel luglio del 2018 è giunto a sentenza il processo con la condanna di otto militari per omicidio e di uno per complicità.

## Intitolazioni
Nel settembre del 2003, in occasione del trentesimo anniversario del golpe, l'Estadio Chile è stato intitolato a Víctor Jara.
La moglie Joan ha dato vita inoltre alla Fondazione Víctor Jara.
Gli è stato inoltre dedicato l'asteroide 2644 Victor Jara.

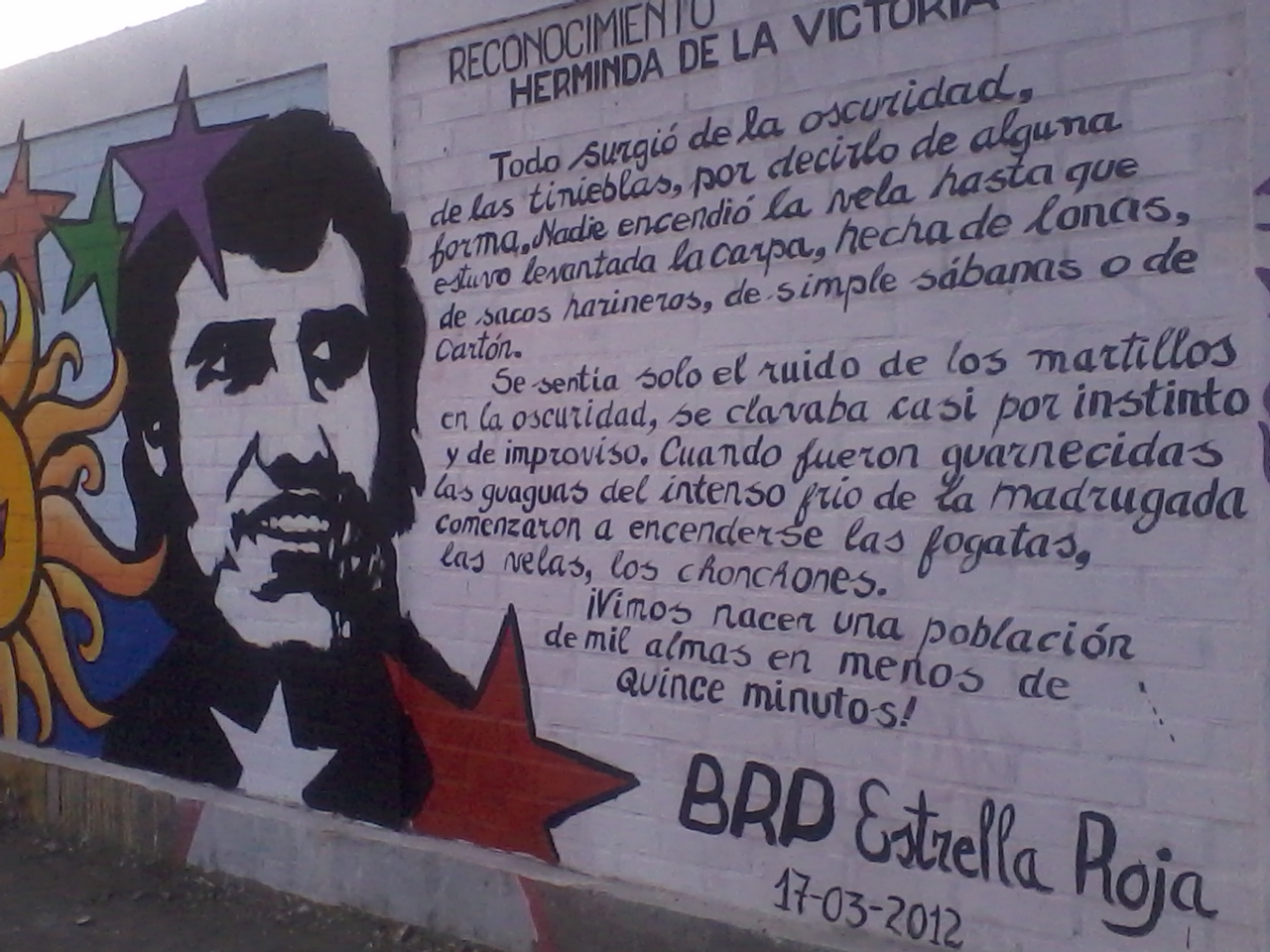
Murales dedicato a Víctor Jara

## Citazioni e omaggi
Víctor Jara è stato ricordato da diversi artisti di tutto il mondo che, all'indomani della sua morte e negli anni a seguire, a lui hanno dedicato espressamente canzoni, o ne hanno riprese (integralmente o solo con citazioni) tra le sue originali:
- Ahora (Su voz no será callada)
- Alberto Cesa (Victor Jara)
- Alessandro Esseno (La partenza)
- Alí Primera (Canción para los valientes)
- Arlo Guthrie (Victor Jara)
- Briganda (Il suo nome era Victor)
- Calexico (Víctor Jara's Hands in Carried to Dust, 2008)
- Canzoniere delle Lame (Llanto por Víctor Jara in Italia-Cile, 1974)
- Christy Moore (Victor Jara)
- Chuck Brodsky (The Hands Of Victor Jara)
- Dafydd Iwan (Cân Victor Jara)
- Aleksandr Gradski (Стадион (Stadio); opera rock))
- Daniele Sepe (album Conosci Víctor Jara?, 2000)
- Dario Fo (Han matado una guitarra)
- Egin (El Martillo nell'album Il Colore delle Idee, 2003)
- El último ke zierre (Canto)
- David Rodriguez (The Rifle And The Song (To Victor Jara))
- Francesco Guccini nell'album "L'America" del Colectivo Panattoni ("Ti ricordo Amanda")
- Gérard-André Gaillard (Victor Jara)
- Gilles Servat (Gwerz Victor C'hara)
- Gondwana (Libertad)
- Heaven Shall Burn (The Weapon They Fear, in Antigone, 2004)
- Hoola Bandoola Band (Victor Jara)
- Kambotes (Víctor Jara no murió)
- Inti-Illimani (Venceremos)
- Inti-Illimani (Canción a Víctor, in Hacia la libertad, 1975)
- Inti-Illimani (Canto del las estrellas, in Arriesgaré la piel, 1996)
- James Dean Bradfield (Even In Exile, 2020)
- Joan Baez (Te recuerdo Amanda, 1974)
- Juana Fe (La Bala, in La Makinita, 2010)
- Julos Beaucarne (Lettre à Kissinger, 1975)
- Kambotes (Víctor Jara no murió)
- León Gieco (Los chacareros de Dragones)
- Los Fabulosos Cadillacs (Matador)
- Manuel Gerena (Por Víctor Jara y su justa venganza (Romance por tientos))
- Melodica, Melody and Me (Ode to Victor Jara)
- Michel Bühler (Chanson pour Victor Jara)
- Modena City Ramblers (Celtica Patchanka, in Fuori campo)
- Nadau (Auròst tà Victor Jara)
- Nomadi (Te recuerdo Amanda)
- Patricio Manns (Muerte y resurrección de Víctor Jara o Despedida y resurrección de Víctor Jara)
- Pete Seeger, (Estadio Chile)
- Pippo Pollina (Il giorno del falco nell'album omonimo, 2003)
- Quilapayún (Canción a Víctor Jara di Eduardo Carrasco, in Umbral, 1979)
- Raíces de América (Plegaria Por Víctor Jara)
- Robert Wyatt (Te Recuerdo Amanda, 1984)
- Rod MacDonald (The Death Of Victor Jara)
- Santiago del Nuevo Extremo (Homenaje)
- Simple Minds (Street Fighting Years, in Street Fighting Years, 1989)
- Ska-P (No olvidaremos el valor de Víctor Jara e Juan sin tierra, in Eurosis, 1998)
- Stefano Giaccone (Piccola canzone per Victor Jara)
- The Clash (Washington Bullets, in Sandinista!, 1980)
- The Melodic (Ode To Victor Jara, in Effra Parade, 2013)
- U2 (One Tree Hill, in The Joshua Tree, 1987)
- Calle 13 (El aguante, Multi Viral, 2014)
- Residente ft. Ibeyi (This is Not America, in This is Not America, 2022)

## Regia teatrale
- 1959 Parecido a la felicidad di Alejandro Sieveking
- 1960 La Viuda de Apablaza di Germán Luco Cruchaga (assistente del regista Pedro de la Barra)
- 1960 Mandragola di Niccolò Machiavelli
- 1961 La madre de los conejos di Alejandro Sieveking
- 1962 Ánimas de día claro di Alejandro Sieveking
- 1963 Il cerchio di gesso nel Caucaso di Bertolt Brecht (assistente del regista Atahualpa del Cioppo)
- 1963 Los invasores di Egon Wolff
- 1963 Dúo di Raúl Ruiz
- 1963 Parecido a la felicidad di Alejandro Sieveking (versione per la televisione cilena)
- 1965 La remolienda di Alejandro Sieveking
- 1965 The knack di Ann Jellicoe
- 1966 Marat/Sade di Peter Weiss (assistente del regista William Oliver)
- 1966 La casa vieja di Abelardo Estorino
- 1967 La remolienda di Alejandro Sieveking
- 1967 La viuda de Apablaza di Germán Luco Cruchaga
- 1968 Entertaining Mr. Sloane di Joe Orton
- 1969 Viet Rock di Megan Ferry
- 1969 Antigone di Sofocle
- 1972 Homenaje a Pablo Neruda

## Discografia parziale

### Album di studio
- 1966 - Víctor Jara
- 1967 - Víctor Jara
- 1968 - Canciones folklóricas de América
- 1969 - Pongo en tus manos abiertas
- 1970 - Canto libre
- 1971 - El derecho de vivir en paz
- 1972 - La población
- 1973 - Canto por travesura
- 1974 - Manifiesto
- 1974 - Te recuerdo Amanda (Fonomusic)
- 1975 - Presente
- 1975 - Últimas canciones
- 1976 - Vientos del Pueblo, Monitor
- 1979 - Víctor Jara
- 1984 - An unfinished song (Redwood Records)
- 1992 - Todo Víctor Jara (EMI)
- 20 años después (Fonomusic)
- 1997 - Víctor Jara presente. Colección "Haciendo Historia" (Odeón)
- 2001 - Víctor Jara
- 2001 - Pongo en tus manos abiertas
- 2001 - El derecho de vivir en paz
- 2001 - Antología musical (WEA) (2 cd)
- 2001 - 1959-1969 (EMI-Odeón) (2 cd)
- 2003 - Latin essential: Víctor Jara, (WEA) (2 cd)
- 2004 - Collección Victor Jara (Warner Bros.) (8 cd)
- 2005 - Víctor Jara. Serie de oro. Grandes éxitos (EMI)

### Album dal vivo
- 1978 El recital
- 1996 Víctor Jara en México (WEA International)
- 2001 Habla y canta en la Habana, Cuba (WEA International)
- 2003 En vivo en el Áula magna de la Universidad de Valparaíso (WEA International)